# Raimondo Martí
Raimondo Martí, noto anche come Raimondo Martini o Ramon Martí (Subirats, 1215 circa – Barcellona, 1285 circa), è stato un importante frate domenicano e intellettuale catalano vissuto nel Medioevo centrale.
È stato definito "il migliore ebraizzante cristiano del Medioevo", non solo perché aveva una profonda conoscenza della cultura e della lingua ebraica, ma anche perché fu l'interprete più significativo di quella svolta nella controversia tra Cristianesimo ed Ebraismo, avvenuta durante il XIII secolo, in seguito alla quale i cristiani cominciarono a utilizzare in funzione antigiudaica l'Antico Testamento nel suo testo originale ebraico, le sue traduzioni aramaiche (i targumim) e la letteratura rabbinica.

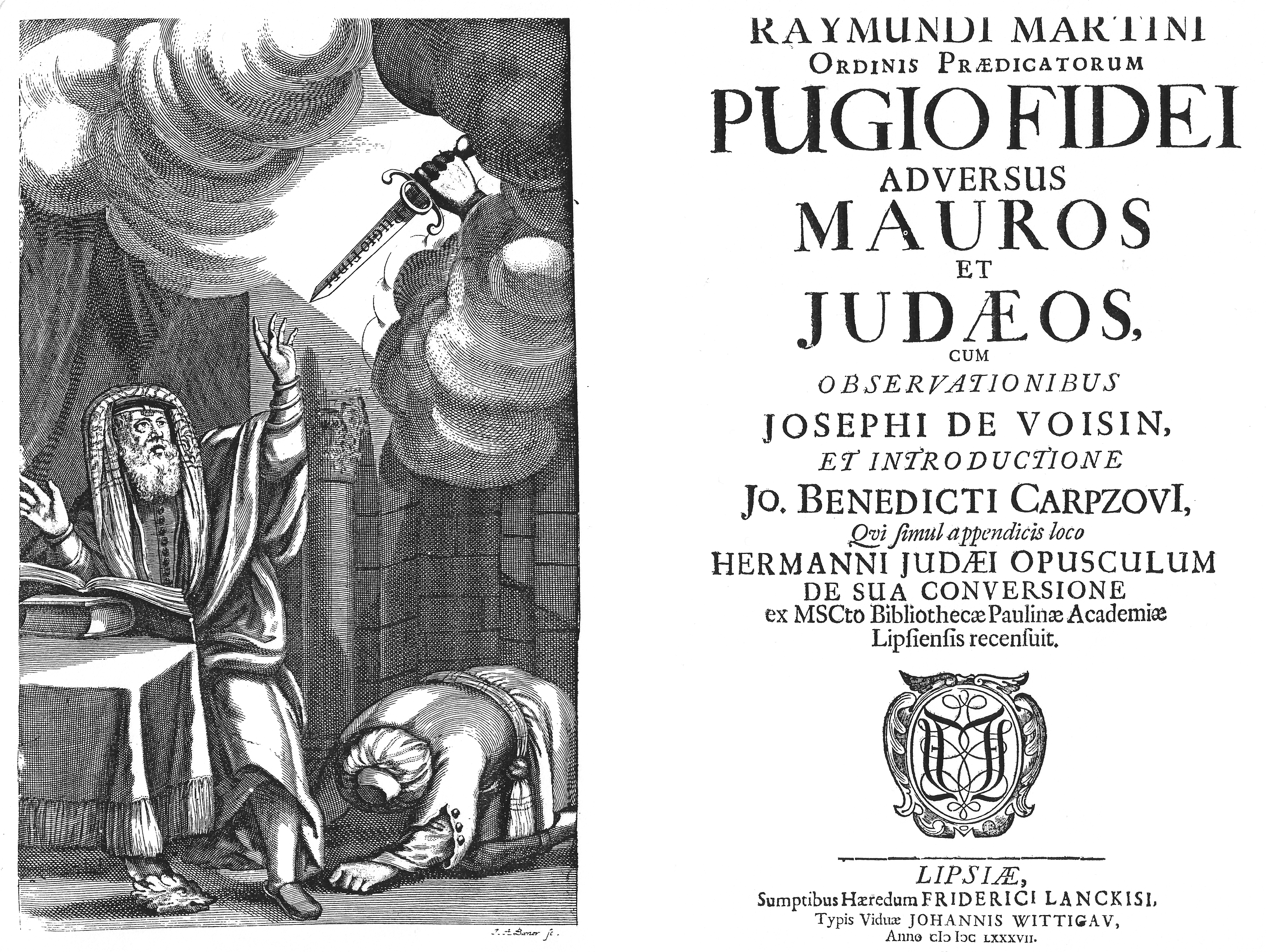
Litografia e frontespizio del Pugio fidei (edizione di Lipsia 1687).

## Biografia
Martí nacque nel secondo decennio del XIII secolo nel villaggio di Subirats, in Catalogna, una trentina di chilometri a ovest di Barcellona. Alcuni hanno pensato a una sua origine da famiglia ebraica o addirittura al suo essere un convers (cioè un ebreo battezzato, un "nuovo cristiano"), ma si tratta soltanto di ipotesi non confermate e peraltro neanche indispensabili per comprendere meglio il personaggio.
Intorno ai quindici anni di età decise di entrare nell'Ordine domenicano, nel convento di Barcellona. È verosimile la tradizione secondo la quale avrebbe studiato all'Università di Parigi, discepolo di Alberto Magno e collega di Tommaso d'Aquino.
Nel 1250 riceveva l'incarico di dare vita a una scuola di lingua araba a Tunisi: la finalità missionaria, propria dei Predicatori fin dalle origini del loro Ordine, li spingeva anche verso l'apprendimento delle lingue parlate da "pagani, Giudei ed eretici" che dovevano essere (ri-)condotti alla Chiesa.
Proprio a Tunisi, nel 1229, il signore locale Abû Zakariyâ Yahyâ aveva dichiarato la propria indipendenza dagli Almohadi dando inizio alla dinastia degli Hafsidi; suo figlio ’Aḥmad Abû ‘Abdallah al-Mustansir, che regnò dal 1249 al 1277, dopo la caduta di Baghdad si autoproclamò addirittura califfo ("principe dei credenti", ’amīr al-mu'minīn, appellativo che nel Medioevo veniva latinizzato in Miramolinus e utilizzato spesso come nome proprio). Gli Hafsidi mostrarono un atteggiamento accogliente e in un certo senso tollerante nei confronti di mercanti e viaggiatori cristiani; difatti, il convento domenicano di Tunisi era stato fondato già nel 1230. Così Raimondo Martí, insieme con altri sette frati, venne scelto per il convento di Tunisi da parte del capitolo provinciale della Spagna tenutosi a Toledo. Il superiore generale domenicano, che aveva dato la disposizione di aprire la scuola di lingue, era Giovanni di Wildeshausen (generale tra il 1241 e il 1252), anche se dietro l'iniziativa si vede l'opera di Raimondo di Penyafort (1175 ca. – 1275), suo predecessore alla guida dell'Ordine dal 1238 al 1240 (quando si era dimesso spontaneamente per motivi di salute), ma ancora attivo, nonostante fosse più che settantenne, nell'animare un vasto movimento destinato alla conversione dei Saraceni.
La prima opera conosciuta di Raimondo Martí è un commento al simbolo di fede noto come Credo apostolico: l'Explanatio Symboli Apostolorum, scritta in chiave polemica contro l'Islam. Sembra che tale opera sia circolata in latino e in arabo. Martí stesso ci fornisce un riferimento cronologico per la sua stesura, l'anno 1257, in un passaggio in cui commenta la profezia delle settimane di Daniele: Cum igitur iam complete sint ille LXX hebdomade, sive sint dierum, sive mensium, sive annorum, et amplius fluxerint MCCLVII anni. L'Expositio segue, nella struttura, i dodici articoli del Credo apostolico e in maniera incidentale tocca alcuni punti in relazione con i Giudei. In particolare, Raimondo Martí si impegnava a dimostrare anche ai Giudei – sebbene destinatari principali del suo "catechismo" fossero i musulmani – che in Gesù il Messia atteso è già venuto. Gli argomenti impiegati, comunque, sarebbero stati poi ripresi e sviluppati nelle sue opere successive.
Ugualmente diretta contro l'Islam è un'opera successiva, il De Secta Machometi. In realtà non si sa con certezza se Raimondo Martí sia stato l'autore di ogni parte di questo testo, che sembrerebbe raccogliere diversi scritti, conosciuti anche con i titoli di Quatruplex reprobatio, Contra Sarracenos, De origine et progressu et fine Machometi e Tractatus contra Machometum. Il trattato, pubblicato nel 1550 sotto il nome del francescano Giovanni del Galles (Johannes Gallus), è stato attribuito a Raimondo Martí o almeno alla sua cerchia.

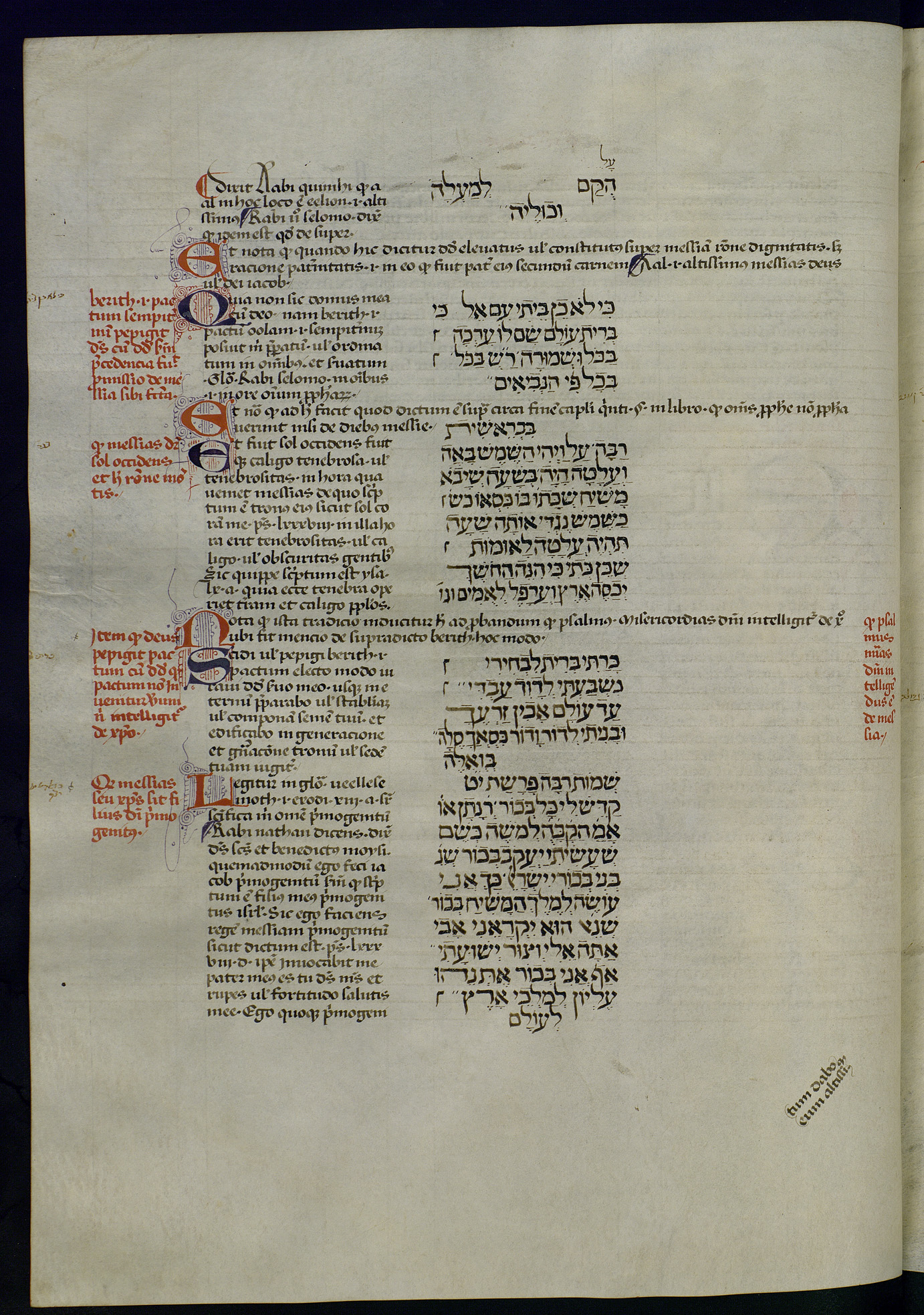
Esempio di una pagina del Pugio da un codice della fine del XIII secolo conservato nella Biblioteca Generale dell'Università di Coimbra: si notano le parti in ebraico accanto a quelle in latino e il richiamo, all'inizio, al rabbino David Kimchi, famoso esegeta del periodo medievale.

Il nome di Raimondo Martí viene fatto anche a proposito del Vocabulista in Arabico, un dizionario arabo-latino. L'attribuzione sembrerebbe confermata da un breve dialogo immaginario tra un cristiano e un musulmano che accompagna il dizionario vero e proprio; in questo dialogo, il musulmano si rivolge al cristiano dicendogli: "Tu che ti chiami Raimondo di nome e Martino di cognome". Naturalmente non si può vedere in questa frase una prova certa che Raimondo Martí sia stato l'unico autore di tutto il dizionario, che per lo meno potrebbe essere il frutto di un lavoro d'équipe.
Sembra invece ormai sicuro che Raimondo Martí non sia l'autore di un Tractatus de erroribus Philosophorum, testo pubblicato per la prima volta anonimo nel 1472 e talvolta a lui attribuito.
Nel 1263 a Barcellona si tenne la nota disputa tra frate Paolo Christiani e l'ebreo Nachmanide. Una partecipazione di Raimondo Martí alla disputa, sebbene non direttamente documentata, è per lo meno probabile, anche perché è quasi sicuro che in quel periodo egli, dopo più di dieci anni passati a Tunisi, fosse rientrato a Barcellona per curare i primi sviluppi di una nuova scuola di arabo in città.
Il 27 marzo 1264 re Giacomo I il Conquistatore associò Raimondo Martí a una commissione incaricata di visionare e censurare i testi della letteratura rabbinica. In effetti la commissione non ebbe molto tempo per lavorare, se nel 1265 lo stesso re esentò i Giudei di Barcellona dal presentare i loro testi ai frati e riservò l'esame del Talmud al suo tribunale, con grande irritazione dei Domenicani.
Nel 1267 Martí probabilmente completò il Capistrum Iudaeorum, il suo unico scritto consacrato interamente alla polemica contro i Giudei. Negli anni 1268-1269 si recò per la seconda volta a Tunisi, nel quadro della sua attività missionaria e apologetica. Sembra sicuro che proprio in questi anni abbia incontrato il sovrano hafside al-Mustansir e abbia tentato, in un dibattito filosofico e teologico, di convincerlo ad abbracciare la fede cristiana. Il tentativo non sortì l'effetto desiderato dal domenicano e Raimondo Llull non mancò di riferirsi in ben cinque delle sue opere a questo fallimento, vedendo in esso una prova della debolezza del metodo missionario di Raimondo Martí e dei Domenicani in generale, incapaci di dimostrare razionalmente e in modo incontrovertibile le verità cristiane. Probabilmente Raimondo Martí si era presentato a Tunisi come ambasciatore di re Luigi IX di Francia, che proprio in quegli anni stava organizzando la sua ultima crociata.
Il cronista Pietro Marsili ci segnala anche una presenza di Raimondo Martí al secondo concilio di Lione (1274), al seguito di re Giacomo, che ivi illustrò i suoi propositi di crociata, accolti con una certa indifferenza da parte dei presenti. Il conte-re ambiva a ricevere l'incoronazione regale dal Papa come sigillo della sua vita a servizio della crociata e della Reconquista.
Rientrato a Barcellona, nel 1278 Raimondo Martí completò la sua opera principale, il Pugio fidei, una vera e propria Summa contra Iudaeos, parallela alla Summa contra Gentiles composta negli stessi anni da Tommaso d'Aquino, che tra l'altro presenta diversi passi identici al Pugio di Martí. Il Pugio fidei è stato uno dei testi più diffusi degli ultimi secoli del Medioevo: ampiamente utilizzato nella polemica antigiudaica, venne copiato molte volte ed entrò nelle biblioteche di papi, predicatori, personaggi di spicco della Chiesa, conventi e università. Testimonianza di questo "successo letterario" è anche il fatto che molte furono le imitazioni di quest'opera, quando non addirittura le riscritture e gli episodi di plagio.
Nel 1281 venne assegnata a Raimondo la cattedra di ebraico presso lo Studium Hebraicum fondato in quello stesso anno a Barcellona. Lo Studium era aperto a tutti, non solo ai religiosi domenicani: perciò poté essere frequentato anche dal giovane Arnaldo da Villanova, che ebbe come maestro proprio Raimondo Martí.
Probabilmente intorno al 1284, sempre a Barcellona, Raimondo morì.

### Opere di Raimondo Martí
- (LA)  Pugio fidei adversus Mauros et Judaeos, cum observationibus Josephi de Voisin, et introductione Jo. Benedicti Carpzovi, qui simul appendicis loco Hermanni Judaei opusculum de sua conversione ex m[anuscrip]to Bibliothecae Paulinae Academiae Lipsiensis recensuit. Lipsiae: sumptibus haeredum Friderici Lanckisi, 1687.
- (LA)  "En Ramón Martí y la seva 'Explanatio Simboli Apostolorum'". Joseph M. March, ed.. Anuari del Institut d'Estudis Catalans 2 (1908) : 443-496.
- (LA)  "De seta Machometi o De origine, progressu et fine Machometi et de quadruplici reprobatione Prophetiae eius". Josep Hernando Delgado, ed.. Acta historica et archaeologica mediaevalia 4 (1983) : 9-63.
- (LA)  "Tractatus contra Machometum". Joachim Chorão Lavajo, ed.. In: Cristianismo e Islamismo na Península Ibérica : Raimundo Martí um precursor do diálogo religioso. Evora: 1988: 869-1027.
- (LA)  Capistrum Iudaeorum : Texto crítico y traducción. Adolfo Robles Sierra, ed.. Würzburg: Echter Verlag (vol. 2: Altenberge: Telos Verlag [Oros Verlag]), 1993.
- (LA, AR)  Schiaparelli, Celestino, ed.. Vocabulista in arabico pubblicato per la prima volta supra uno codice de la Biblioteca Riccardiana di Firenze. Firenze: [Tip. dei Successori Le Monnier con i caratt. arabi della Stam. Medicea], 1871.

### Saggi, articoli, sezioni di opere su R. Martí
- (DE)  Berthold Altaner. "Sprachstudien und Sprachkenntnisse im Dienste der Mission des 13 und 14 Jahrhunderts." Zeitschrift für Missionswissenschaft und Religionswissenschaft 21 (1931) : 113-136.
- (DE)  Berthold Altaner. "Die fremdsprachliche Ausbildung der Dominikanermissionare während des 13. und 14. Jahrhunderts." Zeitschrift für Missionswissenschaft und Religionswissenschaft 23 (1933) : 233-241.
- (DE)  Berthold Altaner. "Zur Kenntnis des Hebraischen im Mittelalter." Biblische Zeitschrift 21 (1933) : 288-308.
- (DE)  Miguel Asín Palacios. Enzyklopädie des Islam. Martin T. Houtsma, ed.. Vol. 2. Leiden: Brill, 1927. 155.
- (EN)  Yitzhaq Baer. "The Forged Midrashim of Raymond Martini" in: Studies in Memory of Asher Gulak and Samuel Klein. Yerushalayim: Hevrah le-hotsa'at sefarim 'al yad ha-Universitah ha-Ivrit, 1942. 28-49.
- (ES)  Yitzhaq Baer. Historia de los judíos en la España cristiana. Barcelona: Riopiedras, 1998.
- (EN)  Salo Baron. A Social and Religious History of the Jews. Late Middle Ages and Era of European Expansion 1200-1650. Vol. 9. New York: Columbia University Press, 1965.
- (EN)  Haim Beinart. "Barcelona, Disputation of" in: Encyclopaedia Judaica. Vol. 4: B. Jerusalem: Keter Publishing House, 1971. col. 213-216.
- (FR)  André Berthier. "Raymon Martin et son oeuvre inédite le 'Capistrum Iudaeorum'." Positions de thèses de l'École des Cartes. 1930.
- (FR)  André Berthier. "Les Écoles de langues orientales fondées au XIIIe siècle par le Dominicains en Espagne et en Afrique." Revue Africaine 73 (1932) : 84-103.
- (FR)  André Berthier. "Un maître orientaliste du XIIIe siècle: Raymond Martin OP." Archivum Fratrum Praedicatorum 6 (1936) : 267-311.
- (FR)  Philippe Bobichon. "[Ramon Martí, Pugio fidei] Le manuscrit Latin 1405 de la Bibliothèque Sainte-Geneviève (Paris), autographe et œuvre d’un converti" in G. K. Hasselhoff and A. Fidora (dir), Ramon Martís Pugio Fidei. Studies and Texts,  Santa Coloma de Queralt, Obrador Edendum , 2017, pp. 39-101 online
- (FR)  Philippe Bobichon. « Ramón Martí (XIIIe siècle) : un ‘Maître orientaliste’ ?, in : Portraits de Maîtres offerts à Olga Weijers, Porto, 2012, pp. 405-414 online
- (FR)  Philippe Bobichon.  "La ‘bibliothèque’ de Raymond Martin au couvent Sainte-Catherine de Barcelone : sources antiques et chrétiennes du Pugio fidei (ca 1278) », in Entre stabilité et itinérance. Livres et culture des ordres mendiants, XIIIe-XVe siècle, Turnhout 2014, pp. 329-366 online
- (EN)  Philippe Bobichon. « Quotations, Translations, and Uses of Jewish Texts in Ramon Martí, s Pugio Fidei », in The Late Medieval Hebrew Book in the Western Mediterranean. Hebrew Manuscripts and Incunabula in Context, Brill, 2015, pp. 266-293 online
- (FR)  Philippe Bobichon. "Citations et traductions du Guide des égarés dans le Pugio fidei de Ramon Martí (Barcelone, xiiie siècle)", Yod, 22 | 2019, pp. 183-242 online
- (EN)  Robert Chazan. "From Friar Paul to Friar Raymond: the Development of Innovative Missionizing Argumentation." Harvard Theological Review 76 (1983) : 286-306.
- (EN)  Robert Chazan. Daggers of Faith : Thirteenth-century Christian missionizing and Jewish response. Berkeley [etc.] : University of California Press, 1989.
- (EN)  Robert Chazan. Barcelona and Beyond : the Disputation of 1263 and its Aftermath. Berkeley: University of California Press, 1992.
- (EN)  Robert Chazan. Fashioning Jewish identity in medieval western Christendom. Cambridge [etc.] : Cambridge University Press, 2004.
- (EN)  Joachim Chorão Lavajo. "The Apologetical Method of Raymond Marti according to the problematic of Raymond Lull." Islamochristiana 11 (1985) : 155-176.
- (EN)  Jeremy Cohen. "The Christian Adversary of Solomon Ibn Adret." The Jewish Quarterly Review 71 (1980) : 48-55.
- (EN)  Jeremy Cohen. The Friars and the Jews : The evolution of medieval anti-Judaism. Ithaca, NY; London: Cornell University Press, 1983.
- (ES)  Eusebi Colomer i Pous. "La interpretación del tetragrama bíblico en Ramón Martí y Arnau de Vilanova" in: Sprache und Erkenntnis im Mittelalter : Akten des 6. internationalen Kongresses für mittelalterliche Philosophie der Société Internationale pour l'Étude de la Philosophie Médiévale, 29. August - 3. September 1977 im Bonn. Jan P. Beckmann & Wolfgang Kluxen, edd.. Vol. 2. Berlin, New York: W. de Gruyter, 1981. 937-945.
- (CA)  Eusebi Colomer i Pous. "Pensament català medieval" in: L'època medieval a Catalunya : cicle de conferències fet a la Institució cultural del CIC de Terrassa, curs 1980/1981. Barcelona: Abadia de Montserrat, 1989. 39-80.
- (ES)  Eusebi Colomer i Pous. "La controversia islamo-judeo-cristiana en la obra apologética de Ramon Martí" in: Diálogo filosófico-religioso entre cristianismo, judaísmo e islamismo durante la Edad Media en la Península Ibérica : actes du Colloque international de San Lorenzo de El Escorial, 23-26 juin 1991, organisé par la Société internationale pour l'étude de la philosophie médiévale. Horacio Santiago Otero, ed.. Turnhout: Brepols, 1994. 229-257.
- (ES)  Eusebi Colomer i Pous. "La Apologética medieval" in: Cristianismo y culturas : problemática de inculturación del mensaje cristiano : actas del VIII Simposio de teología histórica. Valencia: Facultad de teología San Vicente Ferrer, 1995. 77-93.
- (FR)  Angel Cortabarría Beitía. "L'Étude des langues au Moyen-Age chez les Dominicains: Espagne; Orient; Raymond Martin." Mélanges de l'Institut dominicain d'Études orientales (1970) : 189-248.
- (FR)  Angel Cortabarría Beitía. "La connaissance des textes arabes chez Raymond Martin OP et sa position en face de l'Islam" in: Islam et chrétiens du Midi (12.-14.e s.). Toulouse: Privat, 1983. 279-300.
- (FR)  Angel Cortabarría Beitía. Les sources arabes de l'"Explanatio Simboli" du Dominicain catalan Raymond Martin. Mélanges de l'Institut dominicain d'Études orientales 16 (1983) : 95-116.
- (FR)  Gilbert Dahan. "L'usage de la Ratio dans la polémique contre les Juifs (XIIe-XIVe siècles)"in: Diálogo filosófico-religioso entre cristianismo, judaísmo e islamismo durante la Edad Media en la Península Ibérica : actes du Colloque international de San Lorenzo de El Escorial, 23-26 juin 1991, organisé par la Société internationale pour l'étude de la philosophie médiévale. Horacio Santiago Otero, ed.. Turnhout : Brepols, 1994. 289-309.
- (EN)  Marcelo Dascal. "On the Uses of Argumentative Reason in Religious Polemics" in: Religious polemics in context : papers presented to the Second International Conference of the Leiden Institute for the Study of Religions (Lisor) held at Leiden, 27-28 April, 2000. Theo L. Hettema & Arie v. d. Kooij, edd.. Assen: Royal Van Gorcum, 2004. 3-20.
- (EN)  George Foot Moore. "Christian Writers on Judaism." Harvard Theological Review 14: 3 (1921) : 197-254.
- (HE)  Pierfrancesco Fumagalli. "כתב היד המקורי והקדום של פגיון האמונה לראימונדוס מארטיני" in: Proceedings of the Ninth World Congress of Jewish Studies : Jerusalem, August 4-12, 1985. Vol. 1. Yerushalayim: World Union of Jewish Studies, 1986. 93-98.
- (EN)  Harvey J. Hames. The Art of Conversion : Christianity and Kabbalah in the thirteenth century. Leiden [etc.] : Brill, 2000.
- (EN)  Harvey J. Hames. "Reason and Faith: Inter-religious Polemic and Christian Identity in the Thirteenth Century" in: Religious Apologetics - Philosophical Argumentation. Yossef Schwartz & Volkhard Krech, edd.. Tübingen: Mohr Siebeck, 2004. 267-284.
- (EN)  Richard Harvey. Raymundus Martini and the Pugio Fidei : A survey of the Life and works of a Medieval controversialist. M.A. Diss. London: University College London, 1991.
- (EN)  Görge K. Hasselhoff. "Some Remarks on Raymond Martini's (c. 1215/30 - c. 1284/94) Use of Moses Maimonides." Trumah 12 (2002) : 133-148.
- (EN)  Görge K. Hasselhoff. "Self-definition, Apology, and the Jew Moses Maimonides : Thomas Aquinas, Raymundus Martini, Meister Eckhart, Nicholas of Lyra" in: Religious Apologetics-Philosophical Argumentation. Yossef Schwartz & Volkhard Krech, edd.. Tübingen: Mohr Siebeck, 2004. 285-316.
- (FR)  José Hernando Delgado. "Le 'De seta Machometi' du cod. 46 d'Osma, oeuvre de Raymond Martin (Ramón Martí)" in: Islam et chrétiens du Midi (12.-14.e s.). Toulouse: Privat, 1983. 351-371.
- (LA)  Thomas Kaeppeli. Scriptores Ordinis Praedicatorum Medii Aevi. Vol. 3. Roma: ad S. Sabinae, 1980.
- (HE)  Shaul Liebermann. שקיעין: דברים אחדים על אגדות מנהגים ומקורות ספרותיים של יהודים שנשתקעו בספרי הקראים והנוצרים; בצרוף מפתח לספרי היהודים המובאים בספר פגיון האמונה של ריימונד מרטיני. Yerushalayim: Bamberger & Wahrman, 1938.
- (EN)  Ora Limor. "Polemical Varieties : Religious disputations in 13th century Spain." Iberia Judaica 2: La polémica judeo-cristiana en Hispania (2010) : 55-79.
- (EN)  Hyam Maccoby, ed.. Judaism on trial : Jewish-Christian disputations in the Middle Ages. Portland: Vallentine Mitchell, 1993.
- Alfonso Maierù. "Figure di docenti nelle scuole domenicane della Penisola Iberica fra XIII e XIV secolo" in: Le vocabulaire des écoles des Mendiants au Moyen Âge : actes du colloque, Porto (Portugal), 11-12 octobre 1996. Maria C. Pacheco, ed.. Turnhout: Brepols, 1999. 45-88.
- (EN)  "Martin, Raymond" in: The Jewish Encyclopedia : a descriptive record of the history, religion, literature, and customs of the Jewish people from the earliest times to the present day... Isidore Singer, ed.. Vol. 8. New York, London: Funk and Wagnalls Company, 1904. 351-352.
- Ugo Monneret de Villard. Lo studio dell'Islam in Europa nel XII e nell XIII secolo. Città del Vaticano: Biblioteca Apostolica Vaticana, 1944.
- (LA)  Jacques Quetif. Scriptores Ordinis Praedicatorum recensiti notisque historicis et criticis illustrati… inchoavit … Jacobus Quetif … Lutetiae Parisiorum …. Torino: Bottega d'Erasmo, 1961.
- (EN)  Ursula Ragacs. "The Forged Midrashim of Raymond Martini reconsidered." Henoch : Historical and Philological Studies on Judaism 19 (1997) : 59-68.
- (DE)  Ursula Ragacs. Mit Zaum und Zügel muß man ihr Umgestün bändigen (Ps 32,9) : Ein Betrieb zur christlichen Hebraistik und antijüdischen Polemik im Mittelalter. Frankfurt am Main: Lang, 1997.
- (ES)  Ursula Ragacs. "Raimundo Martini O.P. : Biografía" in: La controversia judeo-cristiana en España desde los origines hasta el siglo XIII : Homenaje a D. Muñoz León. Carlos Del Valle Rodríguez, ed.. Madrid: Servicio de Publicaciones del CSIC, 1998. 303-308.
- (DE)  Ursula Ragacs. "Raimund Martini" in: Lexikon fur Theologie und Kirche. 3 ed. Vol. 8. Freiburg im Breisgau ecc. : Herder, 1999. 812.
- (ES)  Pedro Ribes Montané. "¿Conoció Santo Tomás la «Explanatio Symboli» de Ramón Martí?" Espíritu 76 (1977) : 93-97.
- (ES)  Pedro Ribes Montané. "San Alberto Magno, maestro y fuente del apologeta medieval Ramon Martí." Doctor Communis 33 (1980) : 169-193.
- (ES)  Laureano Robles Carcedo. Escritores dominicos de la Corona de Aragón : siglos XIII-XV. Salamanca: Imp. Calatrava, 1972. 304.
- (ES)  Laureano Robles Carcedo. "Entorno a una vieja polémica : El 'Pugio Fidei' y Tomás de Aquino." Revista Española de Teologia 34 (1974) : 321-350. 35 (1975) : 21-41.
- (ES)  Adolfo Robles Sierra. Fray Ramón Marti de Subirats O.P. y el diálogo missional en el siglo XIII. Caleruega, Burgos: OPE, 1986.
- (ES)  Adolfo Robles Sierra. "Ramón Martí : Una presentación del mensaje cristiano a musulmanes y judíos del siglo XIII" in: La Proclamación del mensaje cristiano : actas del 4. Simposio de teología histórica, 28-30 abril 1986. València: Impremta Nàcher, 1986. 129-139.
- (ES)  Josep I. Saranyana. "La creación ab aeterno : Controversia de Santo Tomás y Raimundo Martí con San Buenaventura." Aquinate 3 (2006) : 87-110.
- (DE)  Heinz Schreckenberg. Die christlichen Adversus-Judaeos-Texte und ihr literarisches und historisches Umfeld (13.-20. Jh.). Frankfurt a.M. : Lang, 1994.
- (DE)  Moritz Steinschneider. Die hebräischen Uebersetzungen des Mittelalters und die Juden als Dolmetscher. Berlin: 1893.
- (EN)  Bernard Suler. "Martini, Raymond (1220-1285)." Encyclopaedia Judaica. Vol. 11: Lek-Mil. Jerusalem: Keter Publishing House, 1971. col. 1065-1066.
- (EN)  Ryan W. Szpiech. From Testimonia to Testimony : Thirteenth-Century Anti-Jewish Polemic and the 'Mostrador de justicia' of Abner of Burgos/Alfonso of Valladolid. Ph.D. Dissertation. Yale University, 2006.
- (ES)  Ryan W. Szpiech. "Citas árabes en caracteres hebreos en el 'Pugio fidei' del dominico Ramón Martí : Entre la autenticidad y la autoridad." Al-Qantara 32: 1 (2011) : 71-107.
- (CA)  John V. Tolan. "Disputes amb la ploma : Apologia i polèmica religiosa entre jueus, cristians i musulmans (segles XIII a XV)" in: Mediterraneum : L'esplendor de la Mediterrània medieval s. XIII-XV. Elisenda Guedea, ed.. Barcelona: Institut Europeu de la Mediterrània / Lunwerg Editores, 2004. 243-259.
- (EN)  Robin Vose. Dominicans, Muslims and Jews in the Medieval Crown of Aragon. Cambridge: Cambridge University Press, 2009.
- (EN)  Gotthold Weil. "Martin, Raymund" in: The Jewish Encyclopedia: a Descriptive Record of the History, Religion, Literature, and Customs of the Jewish People from the Earliest Times to the Present Day. Vol. 8. New York, London: Furk and Wagnalls Company, 1904. 351-352.
- (DE)  Karl Werner. Geschichte der apologetischen und polemischen Literatur der christilichen Theologie. 2 ed. Regensburg: 1889.
- (EN)  Syds Wiersma. "Aquinas' Theory on Dialogue put into Practice : Trinity in Raymond Martin." Jaarboek Thomas Instituut te Utrecht (2005) : 9-41.
- (EN)  Syds Wiersma. "The Dynamic of Religious Polemics : The Case of Raymond Martin (Ca. 1220-Ca.1285)" in: Interaction between Judaism and Christianity in History, Religion, Art and Literature. Marcel Poorthuis, Joshua Schwartz & Joseph Turner, edd.. Leiden, Boston: Brill, 2009. 201-217.